# St. Martin (Stöckenburg)

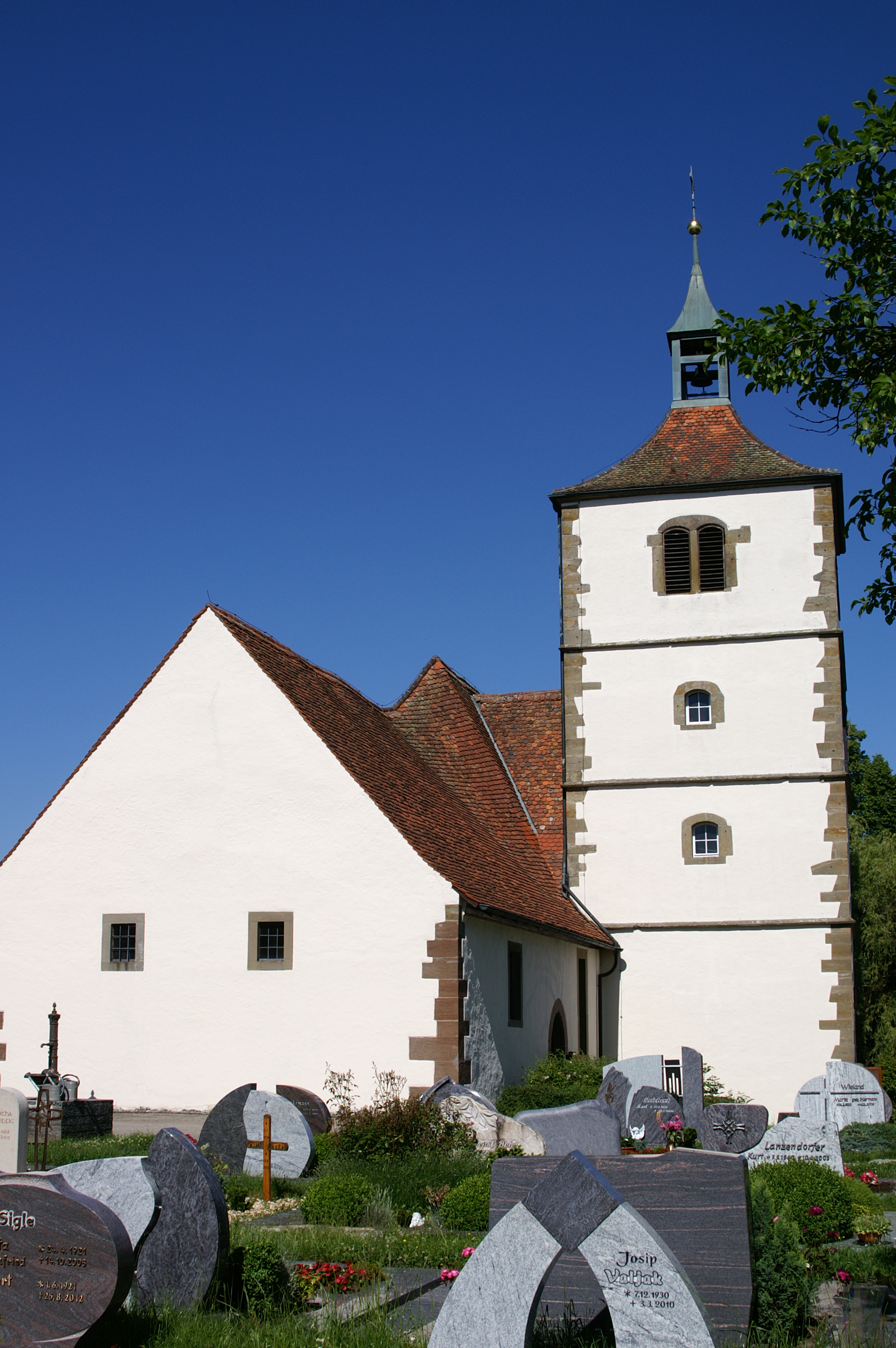
Martinskirche

Die Kirche St. Martin in Stöckenburg, einem Weiler der Stadt Vellberg im Landkreis Schwäbisch Hall in Baden-Württemberg, geht auf das 7. Jahrhundert zurück. Der heutige Bau wurde um das Jahr 1435 errichtet. Die Kirche ist ein geschütztes Baudenkmal und die Pfarrkirche der Evangelische Kirchengemeinde Stöckenburg-Vellberg. Zum Gelände der Martinskirche gehört auch ein direkt daran anschließender Friedhof, der auf dem Bergrücken des Weilers Stöckenburg liegt.

## Geschichte

### Entstehung
Erstmals genannt wird die Martinskirche innerhalb der Stöckenburg in einer Urkunde Ludwigs des Frommen aus dem Jahre 822, die dem Bischof von Würzburg, Bischof Wolfgar, die Güter des Bistums Würzburg bestätigt. Diese Urkunde beruhte nachweislich auf einem heute verlorenen Herrscherdiplom des fränkischen Königs Karlmann sowie auf einer Bestätigung dieser Schenkung an das Bistum Würzburg durch Karl den Großen. In der Urkunde von 822 wird eine Basilika erwähnt, die dem heiligen Martin von Tours geweiht ist. Aufgrund dieses Diploms gilt die St.-Martins-Kirche Stöckenburg als Urkirche der gesamten Region.
Es kann davon ausgegangen werden, dass die Kirche bereits mit der Gründung der Burg Stöckenburg im frühen 7. Jahrhundert errichtet wurde.
Die Martinskirche als Urkirche der Region
Nachweislich umfasste die Pfarrei der St.-Martins-Kirche in der Stöckenburg im Hochmittelalter die Orte Vellberg, Altdorf, Schneckenweiler, Talheim, Anhausen, Sulzdorf, Oberscheffach und Matheshörlebach. Als weitere Bestandteile der Pfarrei von der Gründung der Kirche bis ins Hochmittelalter gelten der Ort Oberaspach mit seinen Filialgemeinden Unteraspach, Steinbächle, Gaugshausen und Eckartshausen, der Ort Tüngental mit Altenhausen, Otterbach, Ramsbach, Wolpertsdorf und der Ort Reinsberg mit Burg Bielriet, Unterscheffach, Cröffelbach und Wolpertshausen.
Man geht davon aus, dass auch Westheim von der Stöckenburg aus gegründet und somit in den Bereich des Pfarrbezirks der St.-Martins-Kirche fällt. Dieser Zusammenhang zeigt deutlich, dass die Stöckenburg Ausgangspunkt für die Besiedlung und Christianisierung des Umlandes war.

### Die Martinskirche nach dem Jahrtausendwechsel
Während vor dem Jahrtausendwechsel die Pfarrei als Mittelpunkt des Maulachgaus gesehen werden muss, verlor sie im Laufe der Jahre immer mehr an Bedeutung. Dies begründet sich einerseits aus der Tatsache, dass die Region immer mehr besiedelt wurde und immer mehr Kirchen ausgepfarrt wurden, um eigene Pfarreien zu gründen. Andererseits unterstand die Martinskirche aber, ab der Schenkung Karlmanns, dem Bistum Würzburg. Diese Tatsache ist deshalb von Bedeutung, weil der erste Herr von Vellberg, Heinrich von Vellberg, sehr eng mit den staufischen Herzögen von Schwaben verbunden war. Diesen engen Verbindungen ist es auch geschuldet, dass Vellberg daraufhin zu den Staufern kam und im Investiturstreit eine andere Meinung vertrat als der Herr der Martinskirche in der Stöckenburg. Wahrscheinlich deshalb wurde auch die Stöckenburg nicht ausgebaut, sondern auf der anderen Seite der Bühler auf einem Bergrücken eine neue Burg errichtet. Der damit verbundene Umzug des Herren von Vellberg und des Grafen des Maulachgaus auf die andere Seite der Bühler entzog der Stöckenburg endgültig ihre Mittelpunktfunktion innerhalb der Region. Aufgrund der Neugründung einer Burg auf der anderen Talseite wurden die Befestigungen um die St.-Martins-Kirche auch nicht mehr erneuert oder instand gesetzt und sind deshalb nicht mehr vorhanden.
In der Zeit zwischen dem 14. und 16. Jahrhundert gewährten die Herren von Vellberg der St.-Martins-Kirche immer wieder Stiftungen, die mit Geldsummen verbunden waren, darunter 1476 eine Bruderschaft bei der Martinskirche, die dem Seelenheil ihrer Ahnen und Nachkommen dienen sollte.
1404 wurde die Pfarrkirche Stöckenburg vom Würzburger Bischof, Johann von Egloffstein, dem Kollegiatstift St. Peter und Paul in Öhringen als ewige Kollatur mit allen Rechten und Pflichten im Rahmen eines Stiftungskapitals übertragen. Dieses Stiftungskapital diente am 20. September 1404 dem Bischof der Einrichtung einer Jahrzeitstiftung an der Kollegiatkirche St. Peter und Paul in Öhringen.
150 Jahre später, am 7. Mai 1545, verkaufte das Stift Öhringen mit dem Einverständnis des Bischofs die Pfarrei mitsamt den Einnahmen als Ritterlehen an Hieronymus und Wolf von Vellberg. In diese Zeit fiel auch der Bau der heutigen Martinskirche, die um 1435 errichtet wurde. Wie viele Vorgängerbauten die Kirche hatte, ist nicht bekannt.

### Reformation bis zur Gegenwart
Vor dem Verkauf der Kirche durch das Stift Öhringen an die Herren von Vellberg war an die Reformation nicht zu denken. Doch bereits 1546 trat mit dem Pfarrer Magister Johann Hofmann (* 1523; † 1576) der erste evangelische Pfarrer auf. Er war ein Vetter des Schwäbisch Haller Reformators Brenz. Die Reformation führte wahrscheinlich Hans Bartholomäus von Vellberg zu Leofels ein, der sich bereits vor 1545 zu ihr bekannte. Auch Wolf von Vellberg, der damals zwischen den Konfessionen vermittelte, muss an der Einführung beteiligt gewesen sein. Magister Johann Hofmann wurde jedoch bereits 1548 aufgrund des kaiserlichen Interims wieder entlassen. Erst nach 1552, nach dem Fürstenaufstand gegen den Kaiser, kam wieder ein Pfarrer auf die Stöckenburg. Ob und wie zwischen den Jahren 1548 und 1555 in der St.-Martins-Kirche Gottesdienste gehalten wurden, ist nicht bekannt. Der nächste bekannte evangelische Pfarrer war 1555 der Niederländer Adrian Hamond aus Roermond.
Nach der Reformation Vellbergs erneuerte Konz von Vellberg um 1573 den Chor der Martinskirche und ließ 1573 vor dem Chorbogen ein Kruzifix errichten. Das Kruzifix trägt die Inschrift: „Anno Domini 1573 hat der edel und vest Conrad von Vellberg dises Crucifix machen lassen“.
Die letzten Vellberger ließen angesichts der Reformation die Wand- und Deckenbemalung, die 1906 bei Malerei- und Renovierungsarbeiten wieder freigelegt wurde, anbringen. Sie behandeln an der Wand Ereignisse des Alten Testaments, die Decke zeigt vor allem Bilder des Neuen Testaments. Im Chor wurden zu dieser Zeit ebenfalls Wandmalereien angebracht und der Schlussstein des Chors wurde mit den Wappen von Vellbergs und von Rinderbachs verziert.
Nach dem Tode des Konz von Vellberg fiel die Stadt an die Reichsstadt Schwäbisch Hall. In dieser Zeit wurde der Gottesdienst oft in der Kapelle im Schloss Vellberg abgehalten, da die Pfarrei Stöckenburg als anheimgefallenes Mannlehen an das Bistum Würzburg zurückging, das es nach kurzer Zeit wieder an einen neuen Herrn als Lehen vergab.
Im 19. Jahrhundert wurde die Kirche nach Westen hin erweitert.
Am 15. November 1863 wurde der Urfreund Eduard Mörikes, Pfarrer Johann Wilhelm Hartlaub, Pfarrer der vakanten Pfarrei Stöckenburg. In sein Aufgabenfeld in Vellberg fielen u. a. zwei Stunden Religionsunterricht wöchentlich sowie Leichenbegängnisse, über die er wegen ihrer Vielzahl stöhnte. Nach seiner Investitur in Vellberg schrieb er über die Landschaft, dass es auch Eduard Mörike in Vellberg gefallen würde.
In den Jahren 1957/58, der Amtszeit des Pfarrers Walter Messerschmidt, ließ die Kirche einen Kindergarten mit einer kleinen Wohnung für die Kindergärtnerin errichten. Dieser wurde in den 1970er Jahren in ein Gemeindehaus umfunktioniert.
Die Martinskirche wurde von Pfarrer Hans Paulus (bis 1974), Pfarrer Friedrich Kirschbaum und dem Kirchengemeinderat in den 1960/70er Jahren umgebaut und das Kirchenschiff verkleinert, die Empore abgerissen und ein Kirchensaal im hinteren Bereich eingerichtet. Ebenfalls renoviert wurde in dieser Phase das Haus des Pfarrers, weswegen Pfarrer Kirschbaum die ersten zwei Jahre auf dem Dürrsching wohnen musste.

## Martinsaltar

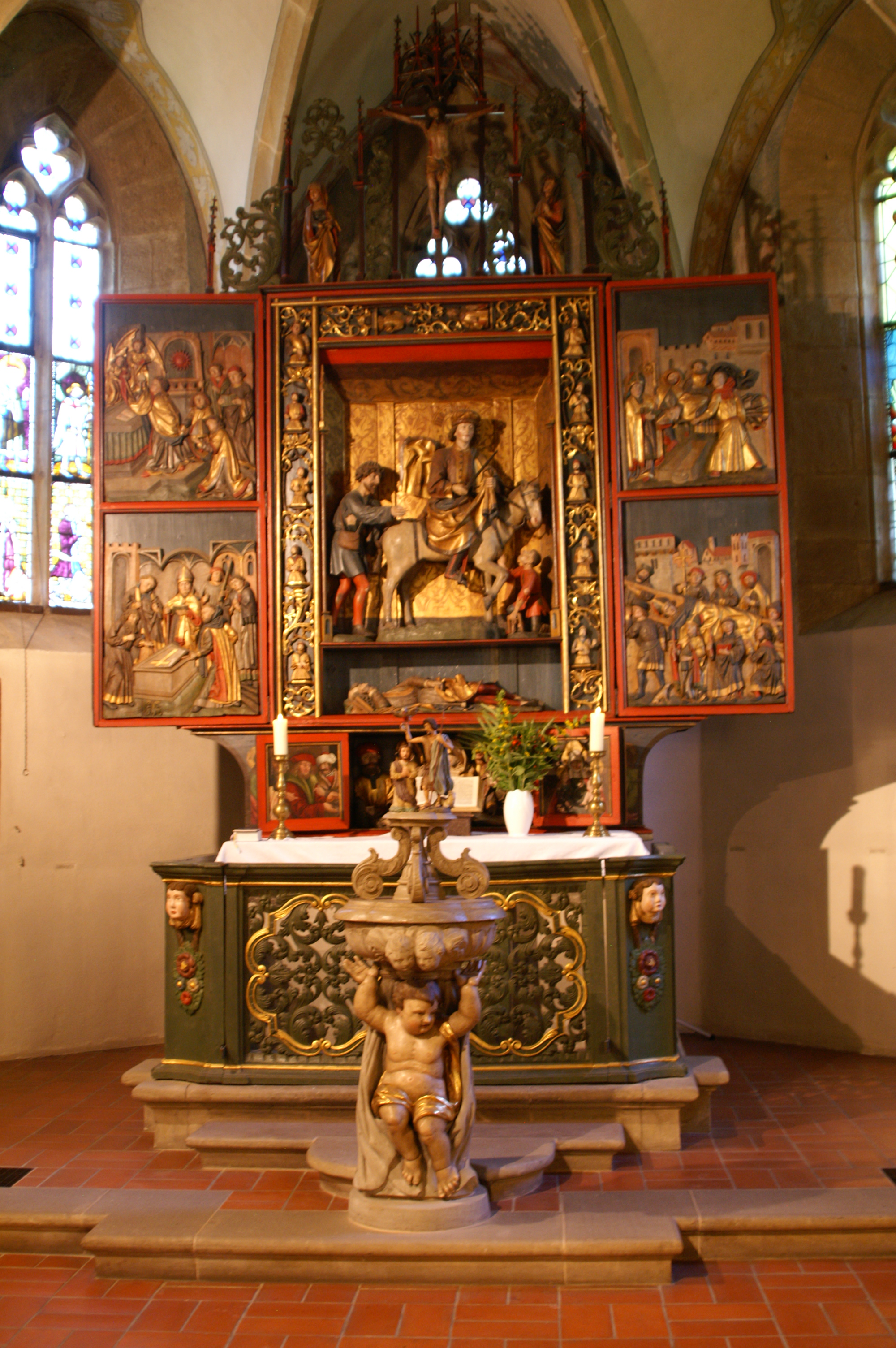
Martinsaltar

Der geschnitzte Hochaltar entstand um das Jahr 1500, er wird der Schule Riemenschneiders zugeschrieben. Er ist dem hl. Martin geweiht. Er steht im um 1435 erbauten rippengewölbten gotischen Chor, der durch Konz von Vellberg um 1577 erneuert wurde. Heute kann der Altar nicht mehr geschlossen werden, da die Gefahr besteht, dass die Türflügel abbrechen. Seit einige Original-Figuren aus dem Altar gestohlen wurden, ist er mit einer Alarmanlage versehen. Die gestohlenen Figuren wurden 1978 von Johann Wolfrum nach Vorlage älterer Photographien nachgeschnitzt und in den Altar eingesetzt.
Die gemauerte Altarmensa hat nachträglich noch eine barocke Holzverkleidung erhalten. Vor dem Hochaltar steht ein im barocken Stil geschnitzter Taufständer. In der Haltung eines Atlanten trägt eine Putte die Taufschale. Die Taufschale wird von einem Deckel geschlossen, auf dem Johannes der Täufer bei einer Taufe im Jordan als Vollfigur, zusammen mit einem zu Taufenden, abgebildet ist.

### Innenseite

#### Linke Flügeltür

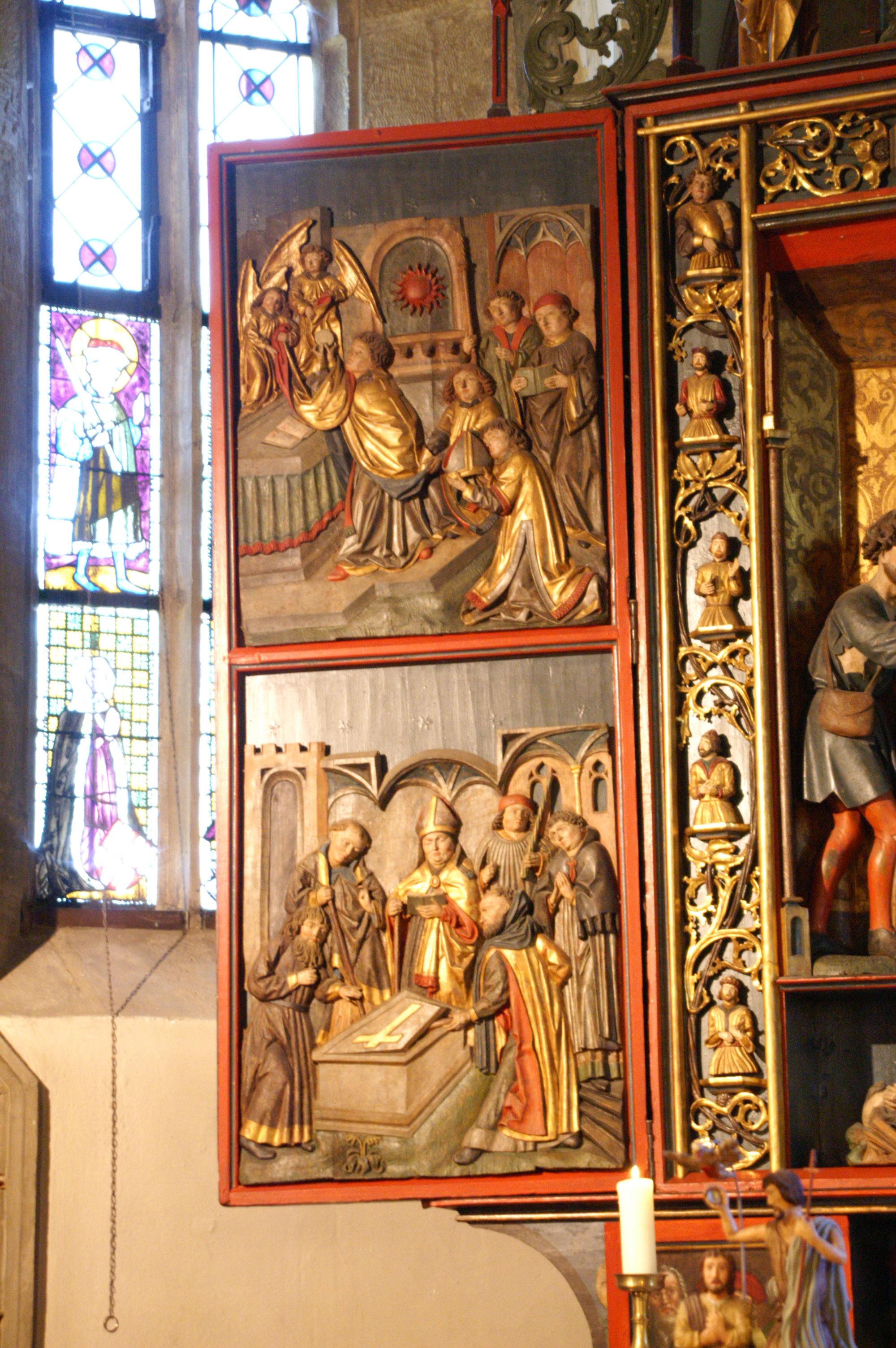
Linke Flügeltür des Martinsaltars (Innenseite)

Im oberen Teil des Flügels sieht man, wie der heilige Martin im Abendrot die Eucharistiefeier begeht. Hierbei halten zwei Engel einen Teil seines Gewandes, während im Hintergrund zwei Messdiener seinen Umhang sowie seine Mitra halten. Zwei weitere Personen stehen im Hintergrund, während durch ein Fenster die rote Abendsonne scheint.
Im unteren Teil des Flügels ist das Grab des heiligen Martin zu sehen sowie seine Bestattung.

#### Mittelteil

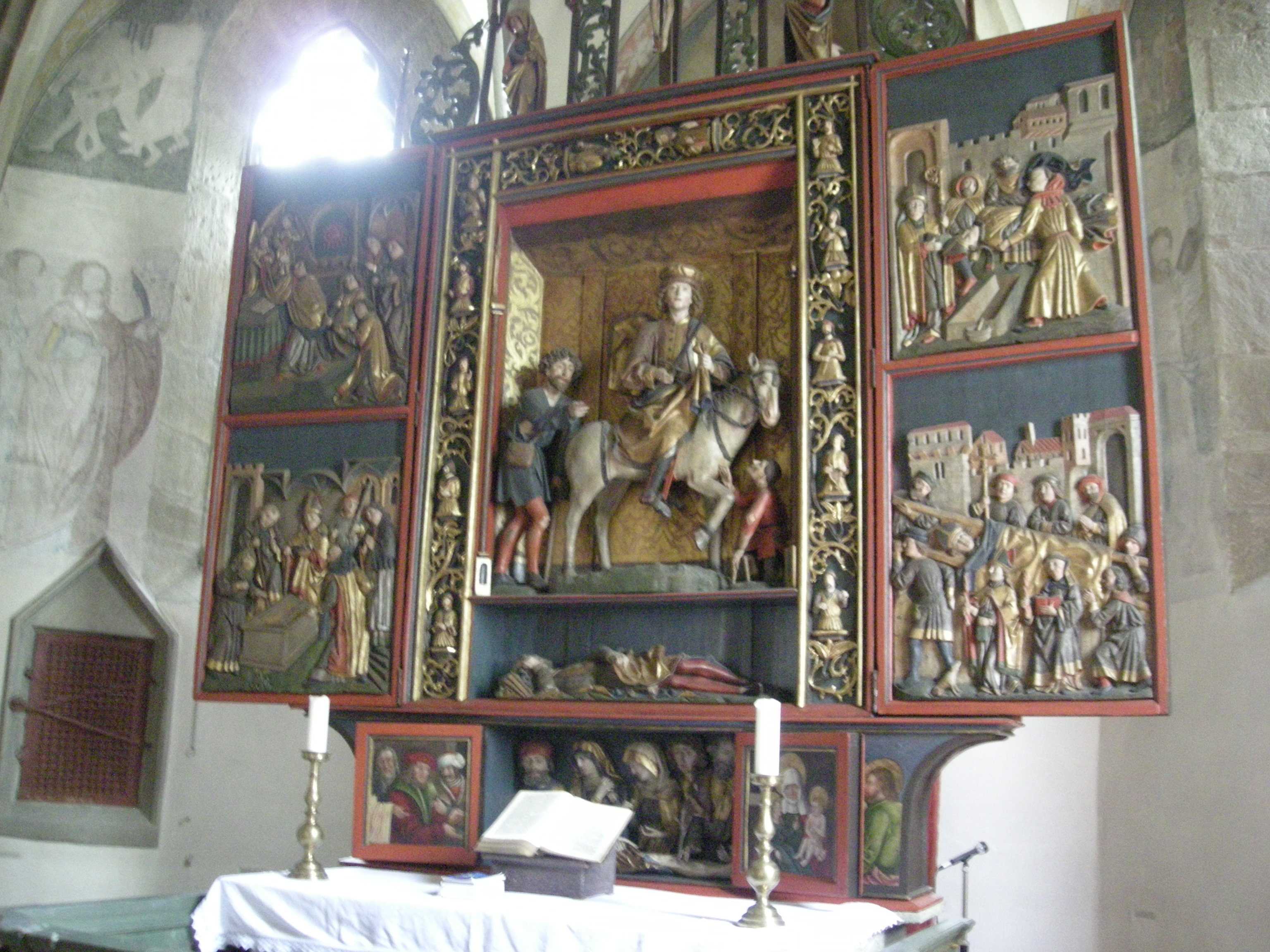
Mittelteil

Den Hauptraum im Mittelteil nimmt die Legende um den heiligen Martin ein. von den drei vollplastischen Figuren sitzt der junge Martin auf seinem Pferd und ist, wie bei Abbildungen von Heiligen üblich, im Verhältnis wesentlich größer als der Bettler vor ihm. Die dritte Person, ein bärtiger Mann, der hinter Martins Pferd steht, ist ikonographisch nicht zu erklären. Vermutet wird, dass diese Figur einem älteren Altar entnommen und diesem Altar einfach beigefügt wurde. Umrankt wird die Hauptszene von einem Rankenwerk, in das Könige und Propheten des Alten Testamentes als Halbfiguren eingebettet sind. Die Ranken entstammen dem unter der Hauptszene auf dem Alten Testament liegenden biblischen Stammvater Jesse. Die Figuren des Alten Testaments bezeugen das Heilsgeschehen. Darüber überwindet der gekreuzigte Jesus das Alte Testament durch seinen Tod (Kreuztod Christi) mit dem Neuen Testament. Unter dem Stammvater Jesse, im Schrein der geöffneten Predella, ist die Grablegung Christi zu sehen, die wieder von Halbfiguren begleitet wird. Auf den geschlossenen Flügeln der Predella ist Christus mit den Zwölf Aposteln abgebildet.

#### Rechte Flügeltür

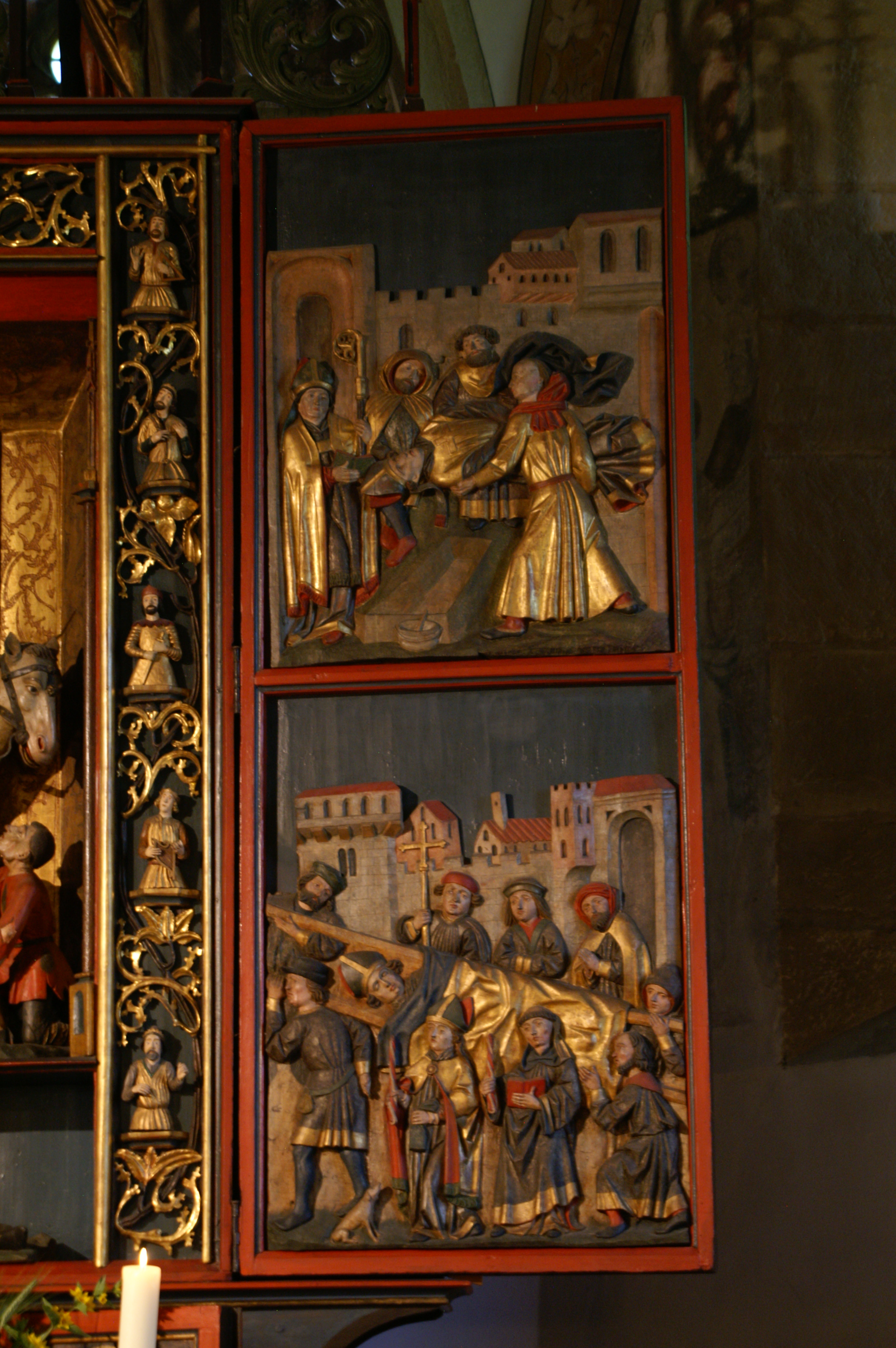
Rechte Flügeltür des Martinsaltars (Innenseite)

Im oberen Teil wird der Leichnam des verstorbenen Martin dem Grab entnommen. Vier weitere geistliche Figuren sind abgebildet, von denen eine einen Bischof zeigt.
Im unteren Teil wird der Leichnam Martins von acht Geistlichen sowie einem Bischof nach Tours überführt.

### Außenseite

#### Linke Flügeltür
Die Außenseite der linken Flügeltür zeigt oben, wie Martin von Räubern bestohlen und misshandelt wird. Unten sieht man, wenn auch nur noch relativ schlecht erkennbar, wie Martin einen Katechumenen vom Tod erweckt.

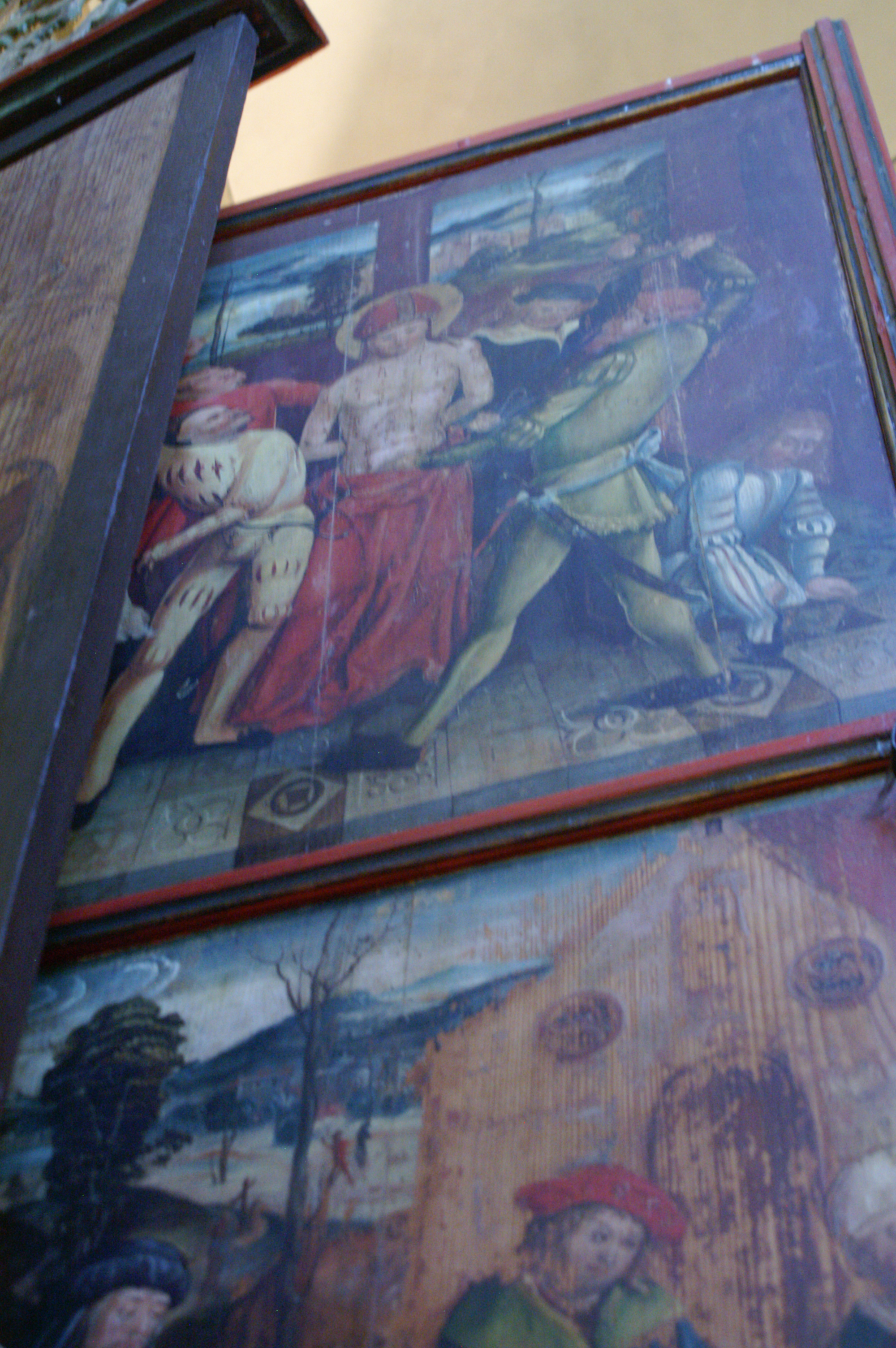
Martinsaltar St.-Martins-Kirche (Stöckenburg), rechte Flügeltür (Außenseite), oberes Feld
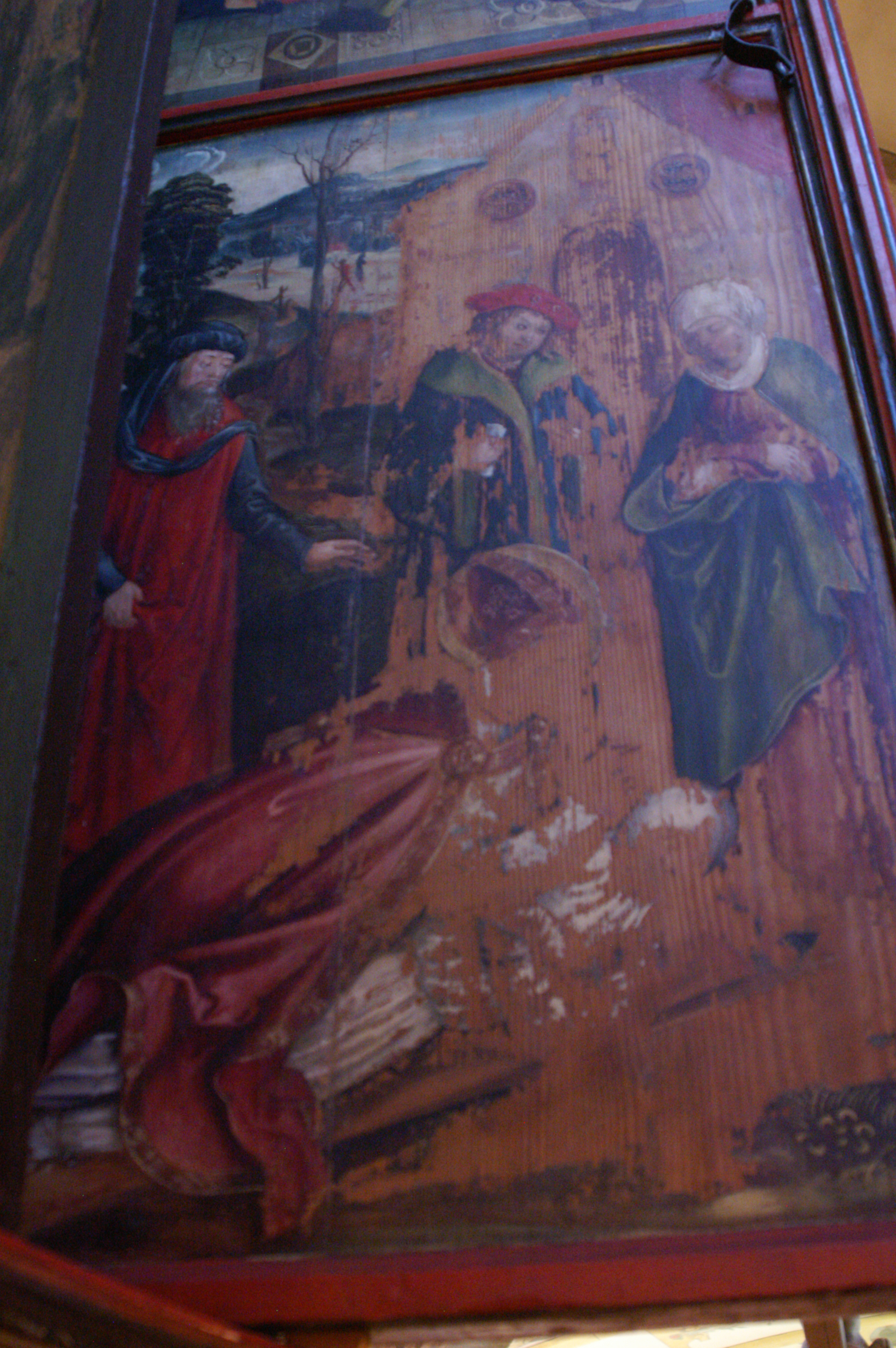
Martinsaltar St.-Martin-Kirche (Stöckenburg), linke Flügeltür (Außenseite), unteres Feld

#### Rückseite des Altars
Die Rückseite des Hochaltars zeigt ein sehr verblasstes Gemälde, das kaum zu erkennen ist.

#### Rechte Flügeltür
Die Außenseite der rechten Flügeltür zeigt im oberen Feld, wie Martin ein Kloster erbauen lässt. Im unteren Feld hingegen sieht man Martin vor Kaiser Valentinian, dessen Thron von unten brennt.

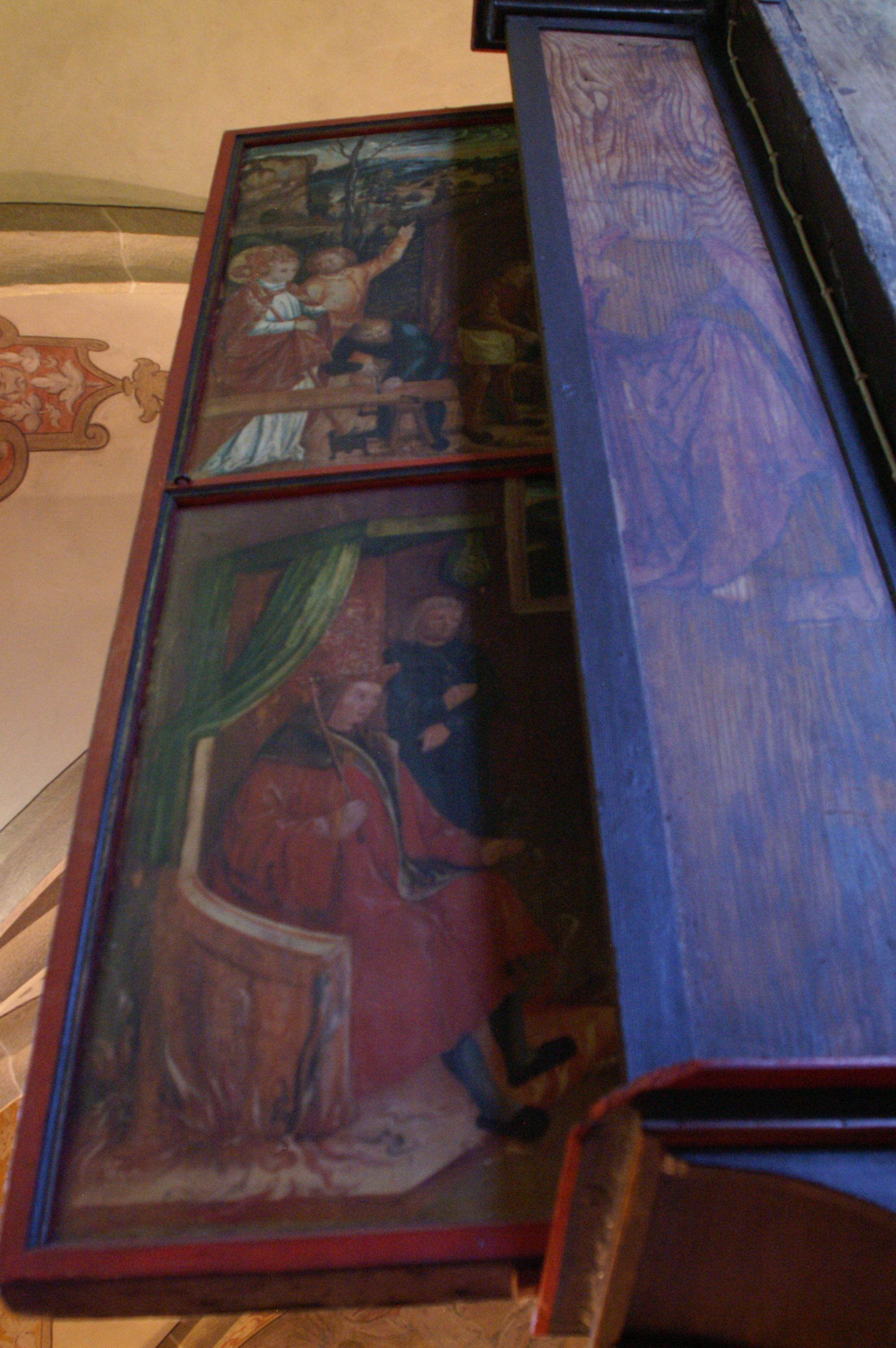
Rechte Flügeltür des Martinsaltars (Außenseite)
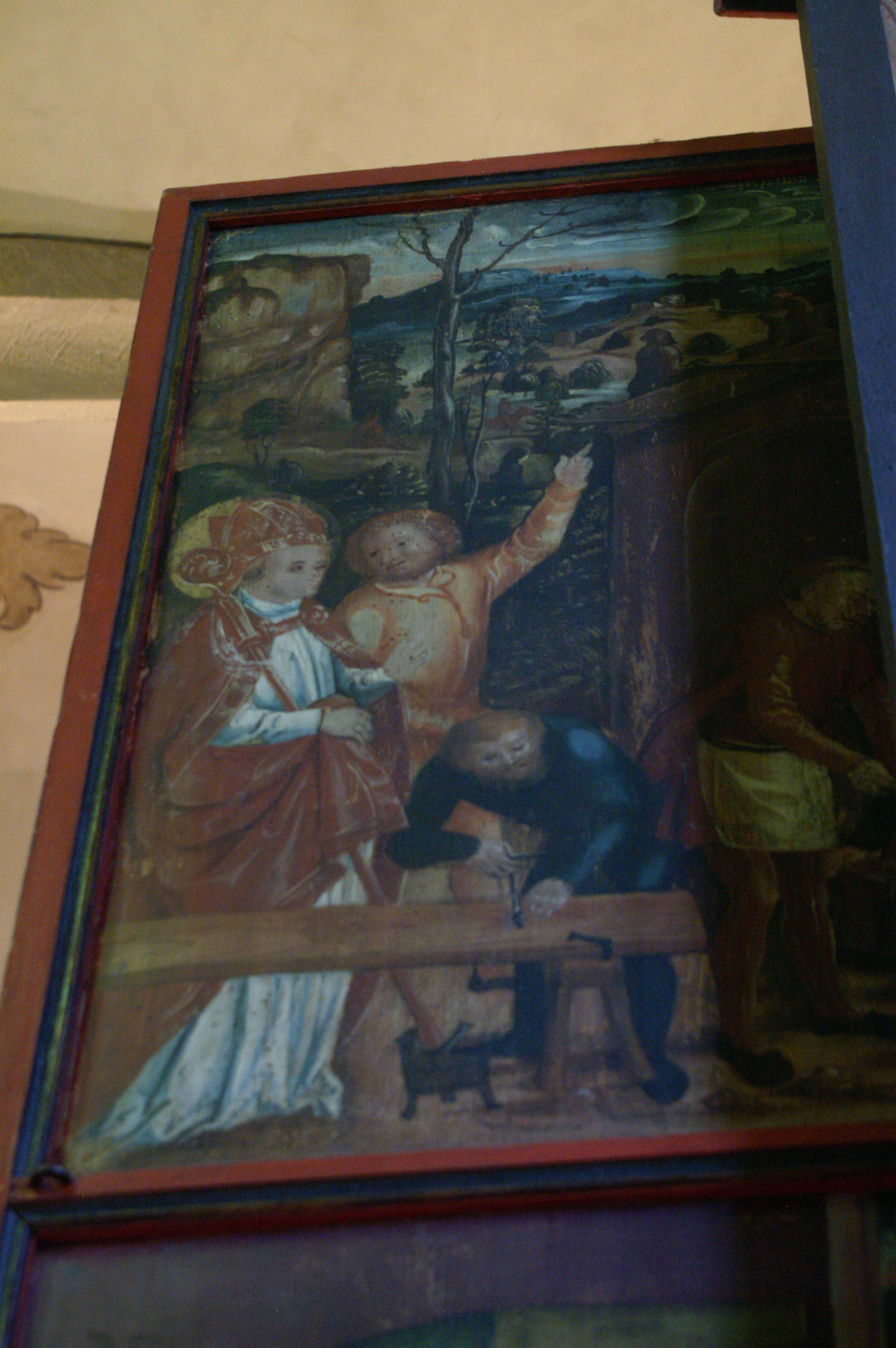
Oberes Feld der rechten Flügeltür (Außenseite)
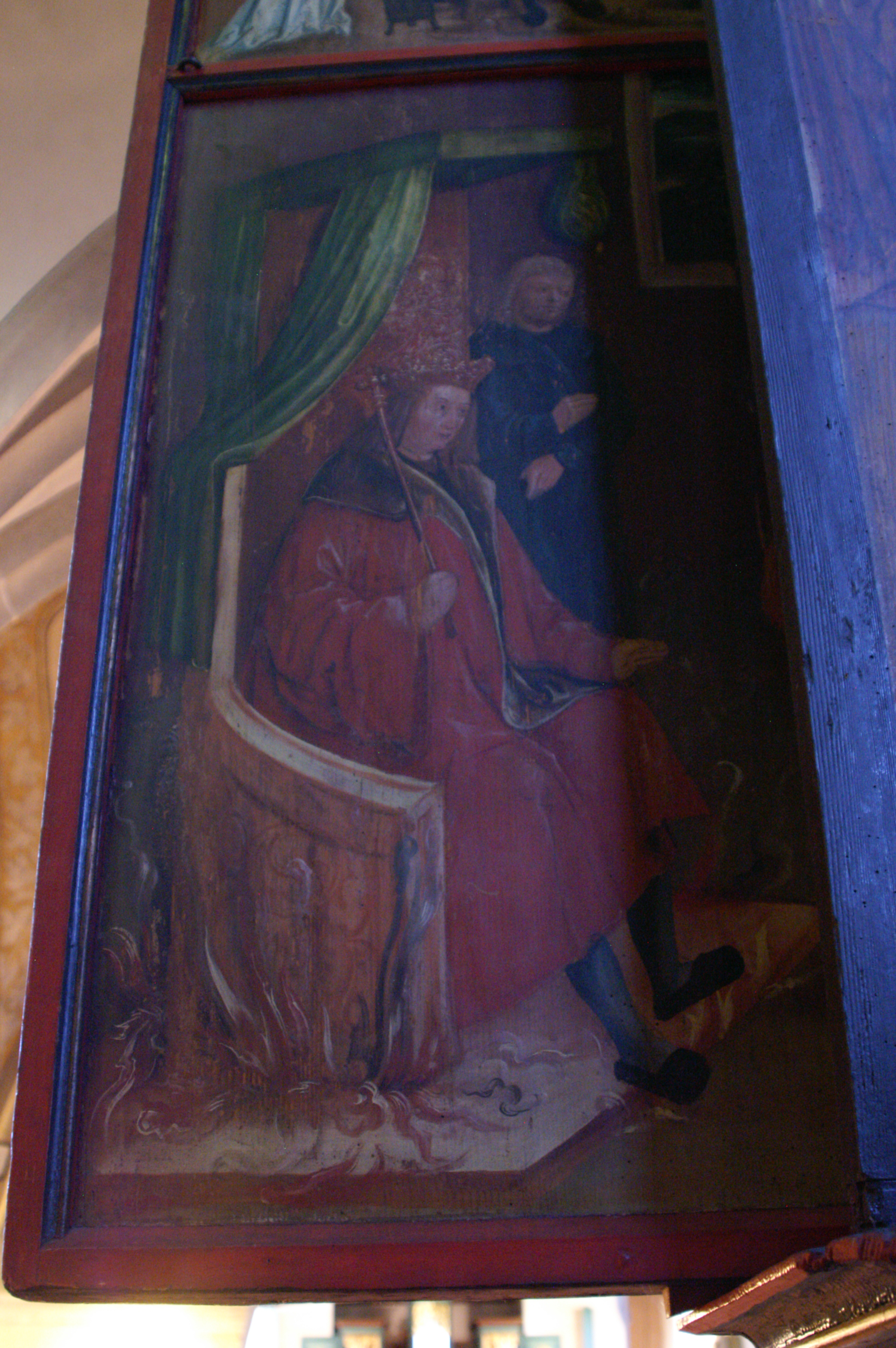
Unteres Feld der rechten Flügeltür (Außenseite)

## Epitaphien
Innerhalb und außerhalb der Kirche befinden sich zahlreiche Grabmale und Epitaphien. Im Chor ist das Epitaph für Konrad von Vellberg († 1592) und seine Frau Elisabeth geb. Rinderbach († 1599) zu sehen. Weitere Epitaphien erinnern an Wolf von Vellberg († 1556) und seine zweite Gemahlin Anna geb. Treusch von Buttlar († 1562), geschaffen von dem Bildhauer Joseph Schmid, sowie an Hans Bartholomäus und seine Frau Sibylla geb. Adelmann.

### Epitaph für Conz von Vellberg

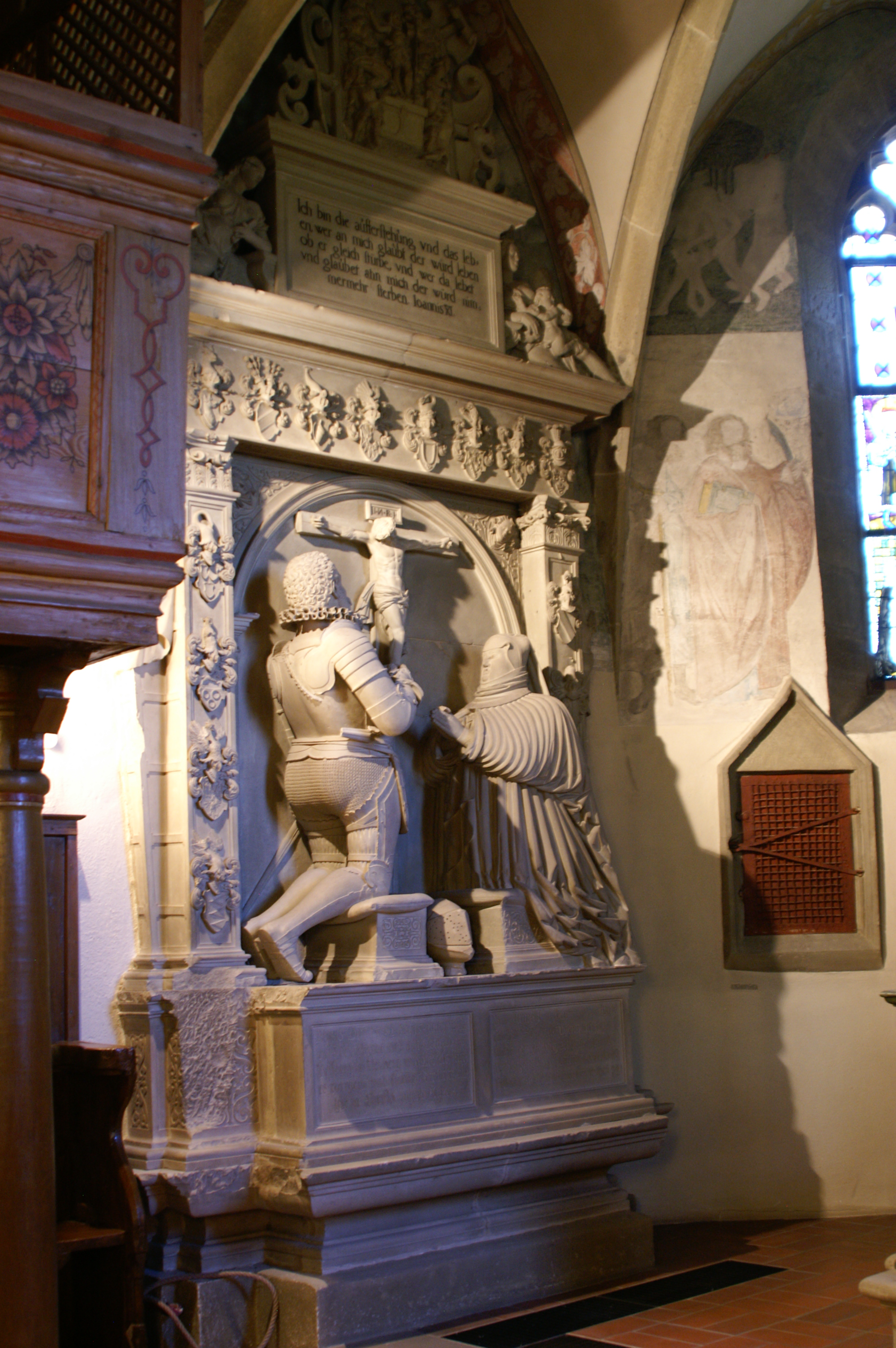
Epitaph für Conz von Vellberg

Epitaph des letzten Herren von Vellberg. Abgebildet sind Conz von Vellberg nebst seiner Frau Elisabeth geb. von Rinderbach.
Um die Umrahmung der Skulpturen sind verschiedene Wappen angebracht.
Unterhalb des Giebelgesimses und im Sockel befinden sich drei Inschriften in deutscher Sprache.

#### Inschrift Giebelgesims
| Inschrift unterhalb des Giebelgesimses: „Ich bin die aúfferstehúng vnd das leb- en,wer an mich glaùbt der würd leben ob er gleich stürbe, vnd wer da lebet vnd glaubet ahn mich der wird nim- mermehr sterben. Ioannis XI.“ Sinngemäße Bedeutung der Inschrift: Ich bin die Auferstehung und das Leb- en. Wer an mich glaubt, der wird leben ob er gleich stürbe, und wer da lebet und glaubet an mich, der wird nim- mermehr sterben. Johannes XI. |

#### Sockelinschrift I
| Inschrift auf der linken Seite des Sockels: „Anno Dni 1592 den 15 Juny starb der Edel gestreng und vest Conrad vo Vellberg zu Vellberg und Leofels, sein- es namens und stamens der letzte, all- lzu in Christo ruhend Amen.“ Sinngemäße Bedeutung der Inschrift: Im Jahre des Herrn 1592 den 15. Juni starb der Edle, Gestrenge und Feste Conrad von Vellberg zu Vellberg und Leofels, sein- es Namens und Stammens der Letzte. All- zumal in Christo ruhend. Amen. |

#### Sockelinschrift II
| Inschrift auf der rechten Seite des Sockels: „Und Anno 1[599] den [20. Mai] starb auch die Edel und tugentsam Fraw E- lisabet von Vellberg geborene vo[n] Rin- derbach des Edlen gestrenge Conrads vo[n] Vellberg etcc. Eheliche hausfraw Gott g[---] g[---] i[---]“ Sinngemäße Bedeutung der Inschrift: Und im Jahre 1599 den 20. Mai starb auch die Edle und tugendsame Frau E- lisabeth von Vellberg geborene von Rin- derbach des Edlen gestrengen Conrads von Vellberg et c(etera) Eheliche Hausfrau Gott g[---] g[---] i[---] |

### Epitaph für Wolf von Vellberg

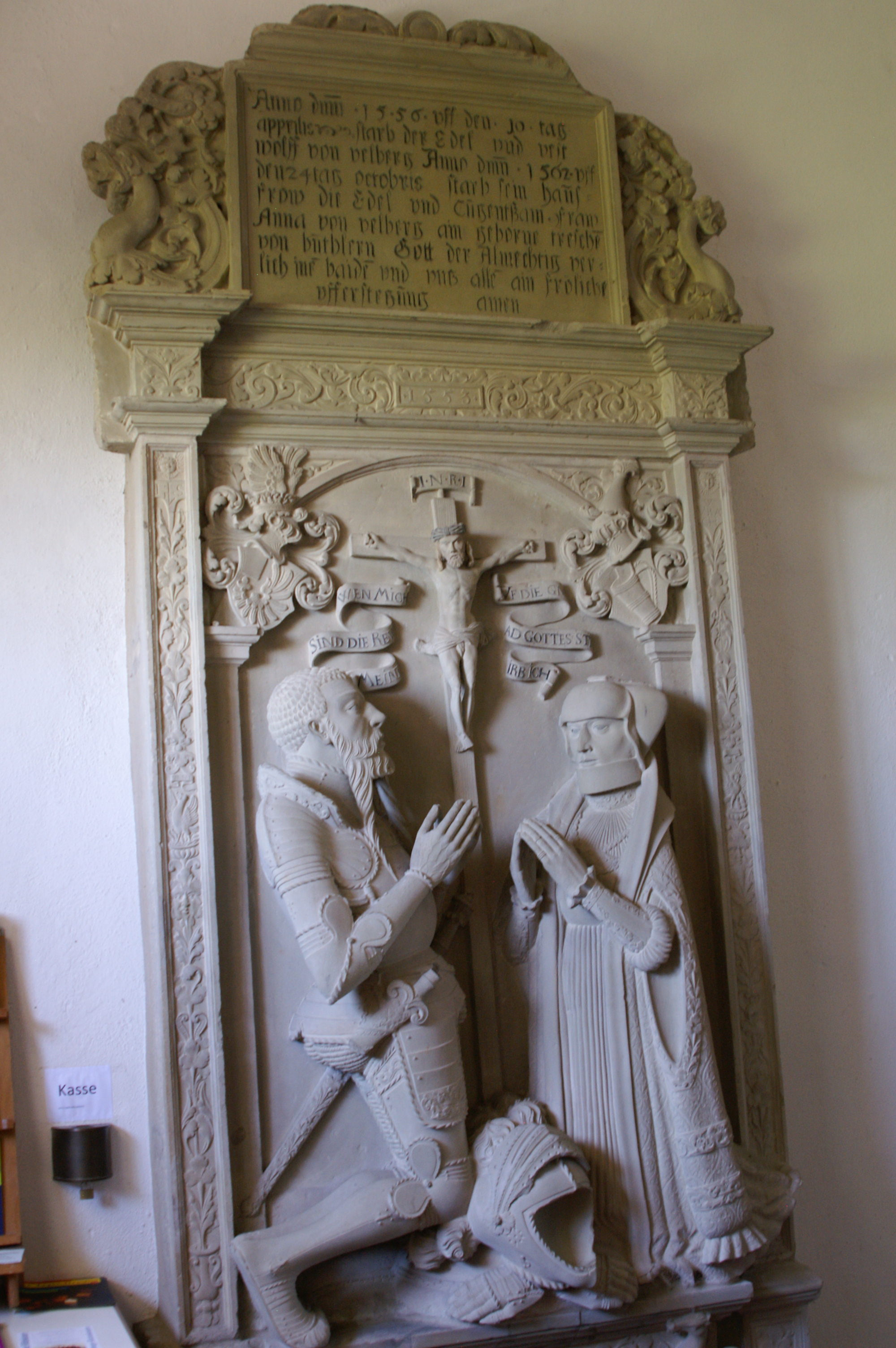
Epitaph für Wolf von Vellberg. Skulpturen und Inschrift.
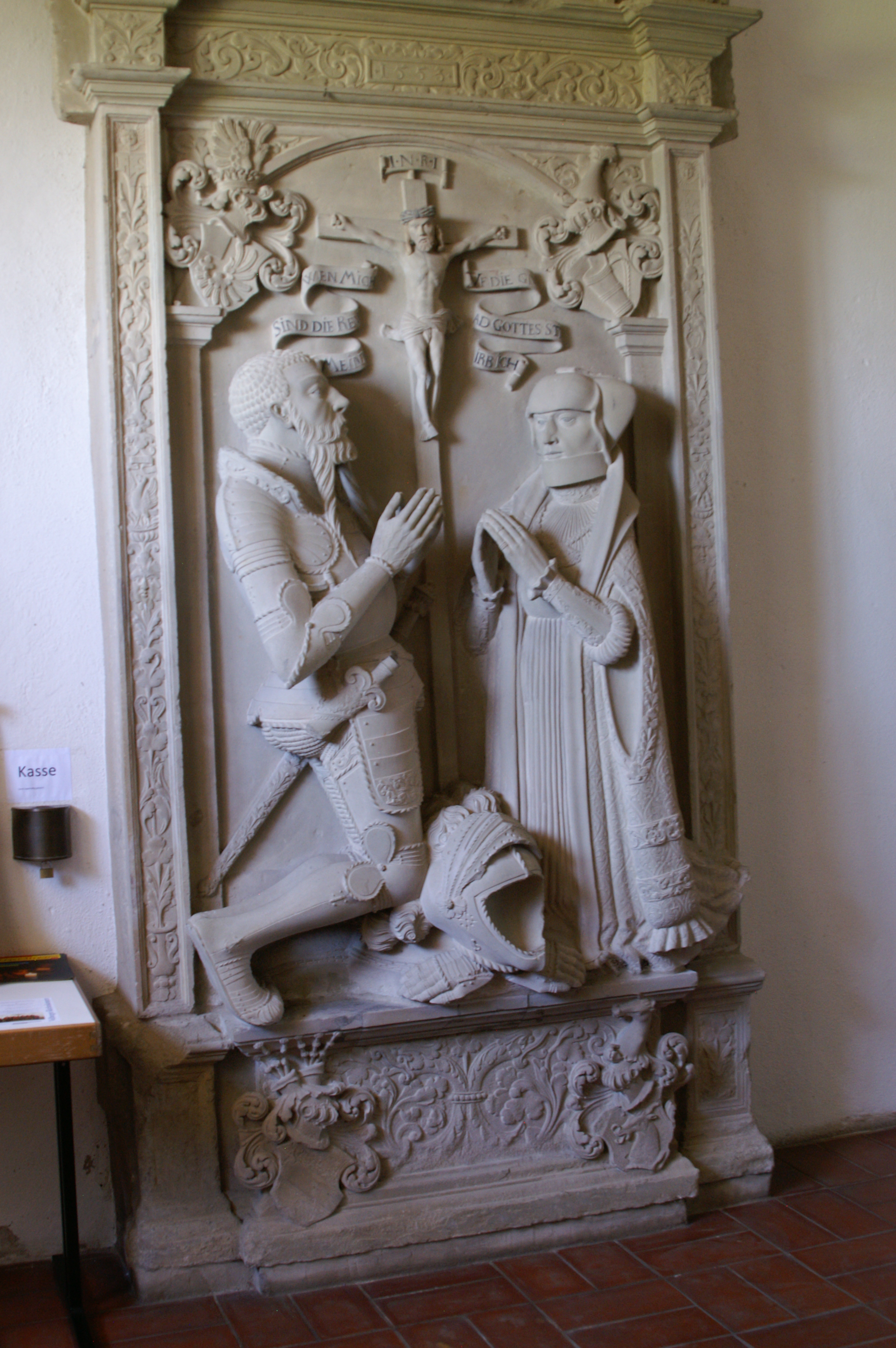
Epitaph für Wolf von Vellberg. Skulpturen mit zwei Wappen im Sockel.

Das Epitaph für Wolf von Vellberg stammt aus dem Jahre 1553 und wurde somit noch zu seinen Lebzeiten errichtet. Abgebildet sind Wolf von Vellberg nebst seiner zweiten Frau Anna, geb. Treusch von Buttlar. Da Anna von Vellberg sich zum Zeitpunkt der Errichtung des Epitaphs noch nicht in Trauer befand, ist sie darauf in höfischer Kleidung abgebildet.
Von den vier Wappen oberhalb und unterhalb der Skulpturen handelt es sich bei den beiden oberen links um das Wappen der Vellberger und rechts um das der Treusch von Buttlar. Die den unteren sind die Wappen der mütterlichen Linien von Wolf und Anna von Vellberg.
Unterhalb des Giebelgesimses und am Kruzifix befinden sich insgesamt drei Inschriften in deutscher Sprache.

#### Inschrift Giebelgesims
| Inschrift unterhalb des Giebelgesimses: „Anno domini 1556 vff den 10 tag apprilis starb der Edel vnd vest wolff von vel[l]berg Anno domini 1502 vff den 24 tag octobris starb sein haus- fraw die Edel vnd Tugendsam Fraw Anna von vel[l]berg am geborne tre[u]sche von Buthlern Gott der Alm[a]echtig[e] ver- lich iur baide und ruh alle am fröliche [A]ufferstehung amen“ Sinngemäße Bedeutung der Inschrift: Im Jahre des Herrn 1556 am 10. April starb der Edle und Feste Wolf von Vellberg. Im Jahre des Herrn 1502 am 24. Oktober starb seine Haus- frau die Edle und Tugendsame Frau Anna von Vellberg eine geborene Treusch von Buttlar. Gott der Allmächtige ver- gib ihnen beiden und ruhet alle bis zur fröhlichen Auferstehung. Amen. |

#### Inschrift am Kruzifix
| Inschrift auf dem Spruchband des Kruzifix: „MEiNE SiND DiE REVWEN MiCH VFF DiE GNAD GOTTES STiRB iCH“ Sinngemäße Bedeutung der Inschrift: Ich bereue meine Sünden. In der Gnade Gottes sterbe ich. |

### Epitaph für Hans Bartholomäus von Vellberg

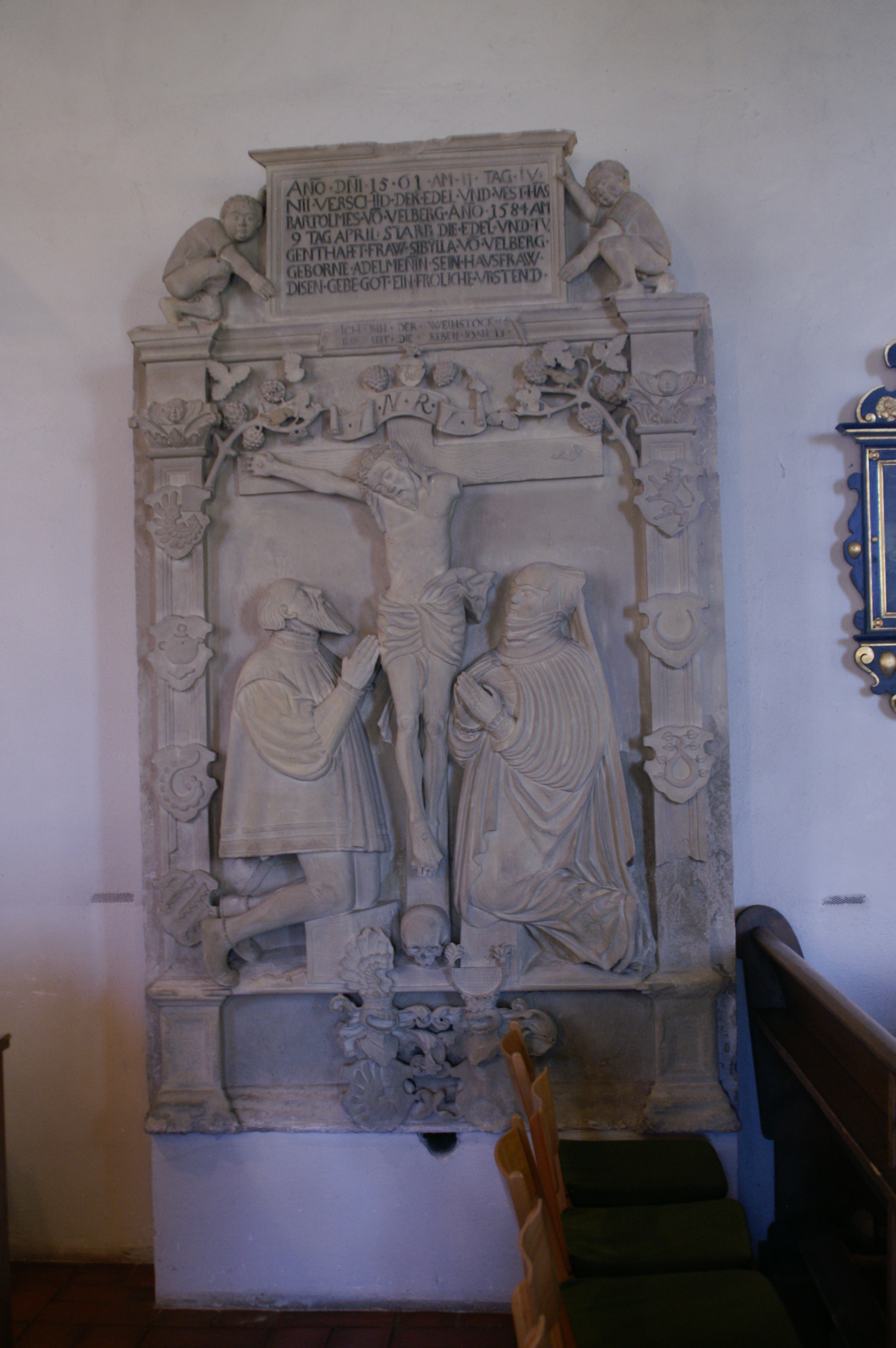
Epitaph für Hans Bartholomäus von Vellberg (Gesamtansicht)

Auf dem Epitaph für Hans Bartholomäus von Vellberg sind Hans Bartholomäus von Vellberg nebst seiner Frau Sibylla, geb. Adelmann abgebildet.
Jeweils vier Wappen an den seitlichen Pilastern der Skulpturen zeigen die Wappen der Ahnen Hans Bartholomäus und seiner Frau Sibylla. Sieben der acht Wappen sind gut erhalten, das achte Wappen ist ganz unten rechts herausgebrochen.
Die Wappen zeigen von links unten (im Uhrzeigersinn): Die Wappen der Familien von Späth zu Zwiefalten, von Adelsheim, Schilling von Canstatt, von Vellberg, Adelmann von Adelmannsfelden, von Wöllwarth und von Seckendorff.
Am Sockel des Epitaphs befinden sich noch die beiden Wappen der Eheleute, auf der einen Seite das Wappen der Familie von Vellberg, auf der anderen Seite das der Familie Adelmann von Adelmannsfelden.
Im Giebelgesims sowie direkt darunter befinden sich zwei Inschriften.

#### Inschrift Giebelgesims
| Inschrift im Giebelgesims: „AN[N]O D[OMI]NI 1561 AM 11 TAG IV- NII VERSCHI[E]D DER EDEL VND VEST HA[N]S BART[H]OL[O]M[A]E[U]S VO[N] VEL[L]BERG AN[N]O 1584 AM 9 TAG APRIL STARB DIE EDEL VND TV GENTHAFFT FRAW SIBYLLA VO[N] VEL[L]BERG GEBORNE ADELMENIN SEIN HAVSFRAW DI[E]SEN GEBE GOT[T] EIN FRO[EH]LICHE VRSTEND“ Sinngemäße Bedeutung der Inschrift: Im Jahre des Herrn 1561 am 11. Ju- ni verschied der Edle und Feste Hans Bartholomäus von Vellberg. Im Jahre des Herrn 1584 am 9. April starb die Edle und Tu- gendhafte Frau Sibylla von Vellberg geborene Adelmann seine Hausfrau. Diesen gebe Gott eine fröhliche Auferstehung |

#### Inschrift unterhalb des Giebelgesimses
| Inschrift unterhalb des Giebelgesimses: „ICH BIN DER WEINSTOCK IHR SEIT DIE REBEN IOAN 15“ Sinngemäße Bedeutung der Inschrift: Ich bin der Weinstock Ihr seid die Reben. Johannes 15 |

## Orgel

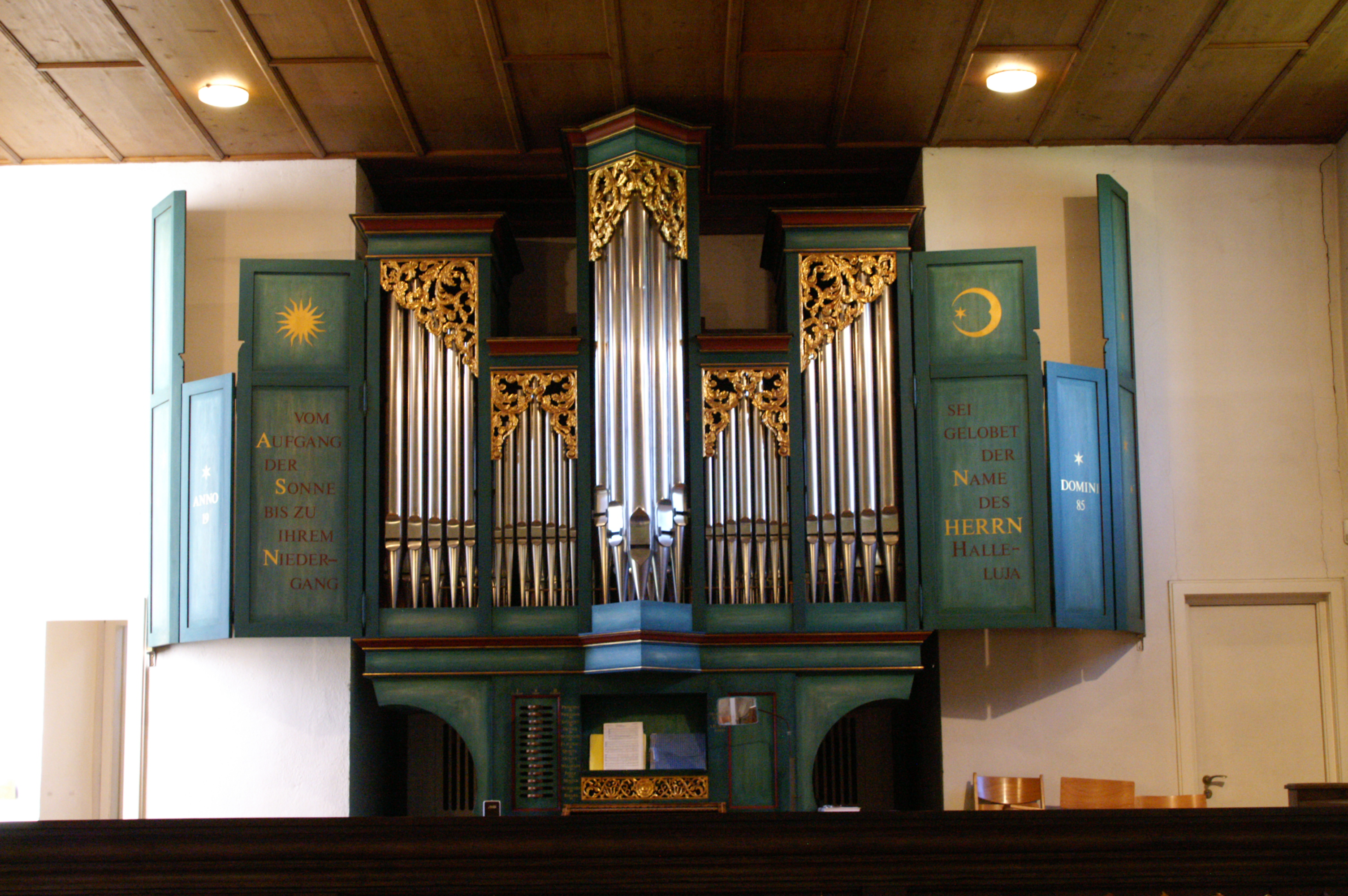
Orgel

Die Orgel wurde 1985 vom Orgelbaumeister Peter Plum aus Marbach am Neckar geschaffen. Der Orgelprospekt wurde als Gegenstück zum Hochaltar gestaltet; er ist mit Flügeltüren und Vergoldungen versehen.
Beschriftung der Orgel-Flügeltüren

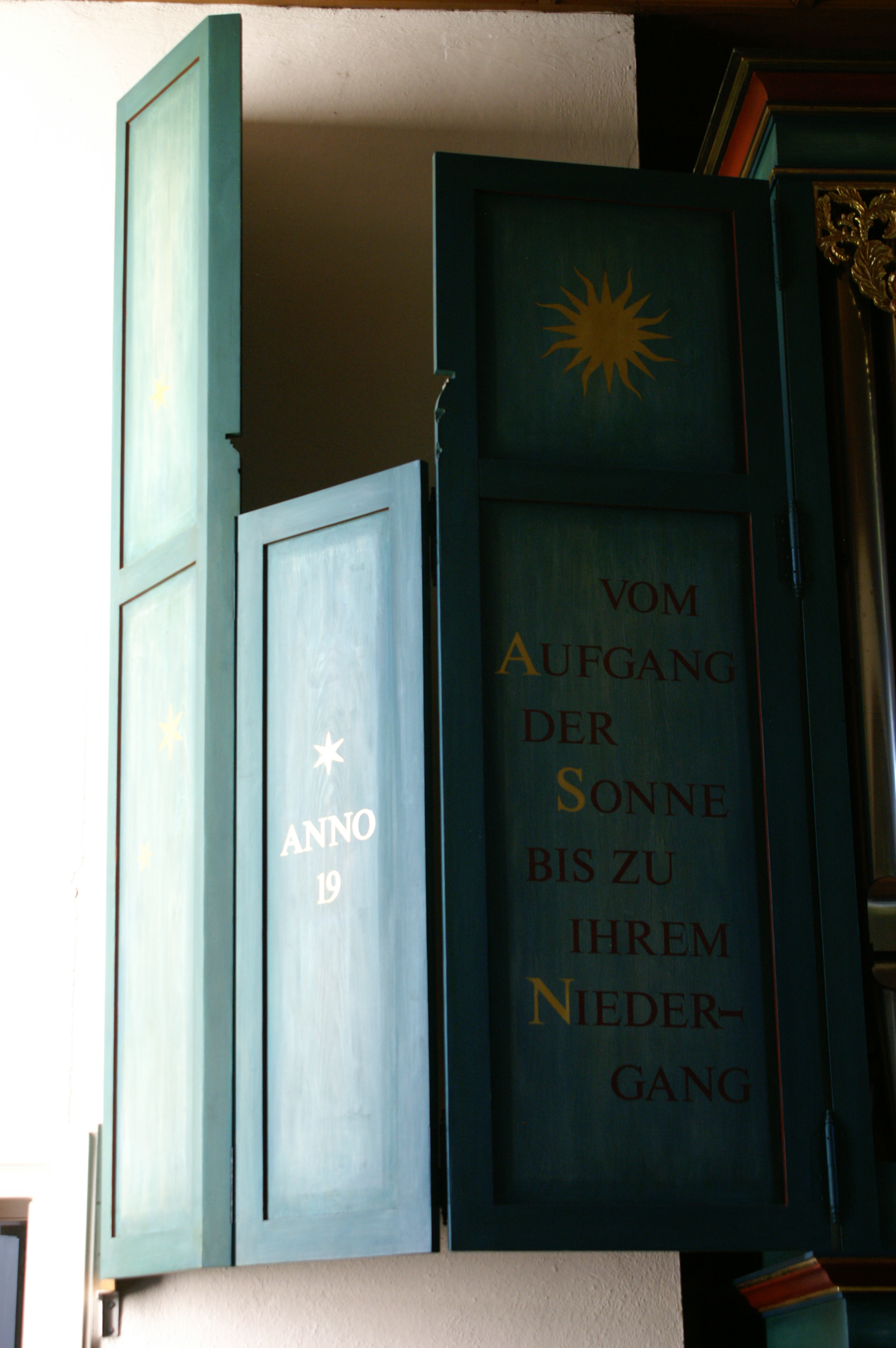
Linke Flügeltür: ANNO 19 VOM AUFGANG DER SONNE BIS ZU IHREM NIEDERGANG
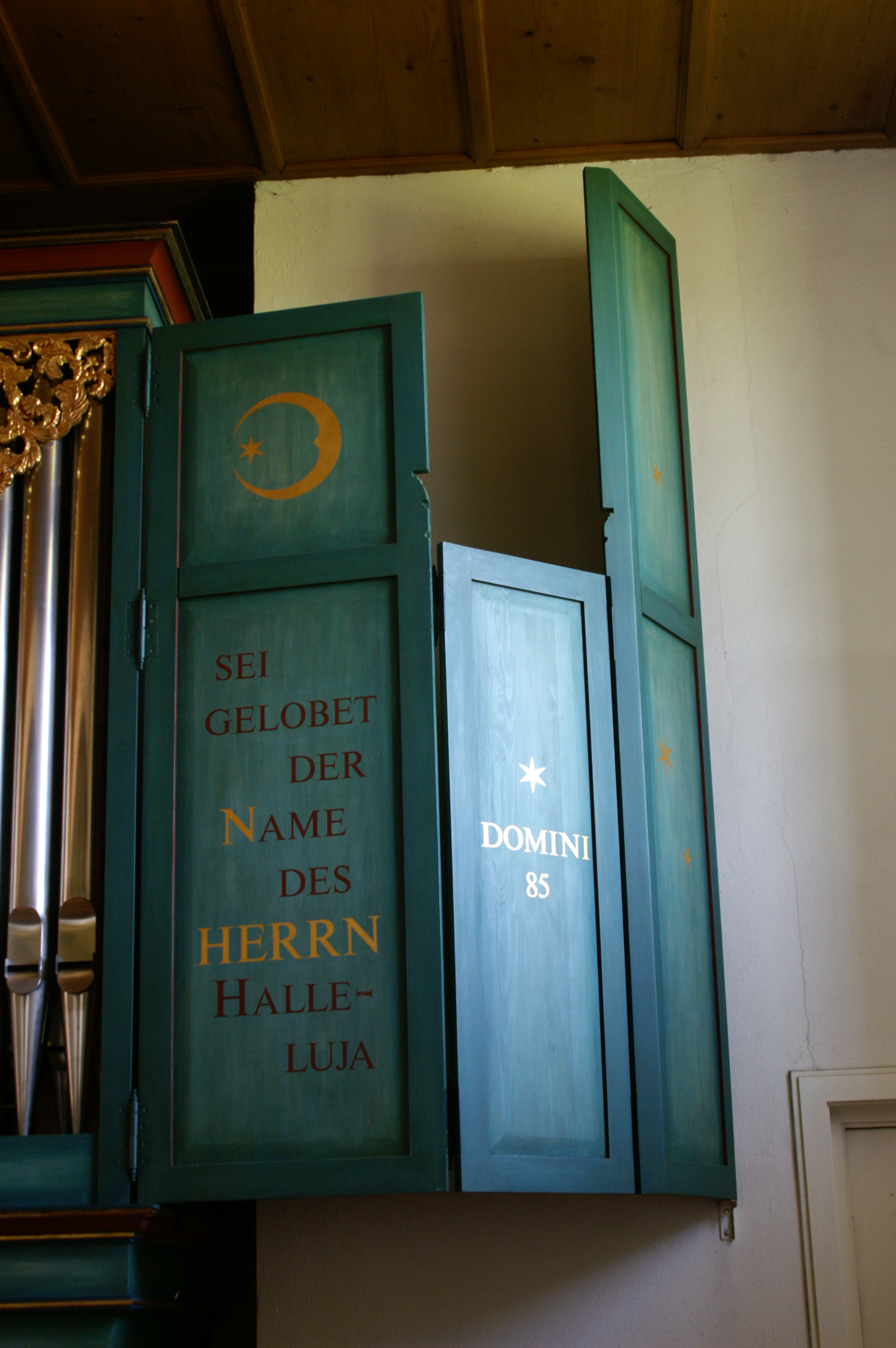
Rechte Flügeltür: DOMINI 85 SEI GELOBET DER NAME DES HERRN HALLELUJA